# Lucy Staniforth
Lucy Elizabeth Staniforth (York, 2 ottobre 1992) è una calciatrice inglese, centrocampista offensivo dell'Aston Villa e della nazionale inglese.

## Biografia
Staniforth cresce in una famiglia di calciatori, nella quale sia il padre che il fratello erano professionisti. Gordon Staniforth, suo padre, ha vestito le maglie dello York City e dell'Hull City, squadre della sua città natale, oltre a una miriade di altri club. Suo fratello, Tom, ha anche giocato per lo Sheffield Weds ma è morto all'età di soli 20 anni. Durante la sua carriera Lucy ha indossato la maglia numero 37, il numero che utilizzava il fratello Tom allo Sheffield Wednesday. Dopo aver realizzato la sua prima rete in FA Women's Super League, aprendo le marcature per il Lincoln City nella vittoria per 3-0 sul Doncaster Rovers Belles nel campionato 2011, Lucy ha rivelato una maglietta che rendeva omaggio a Tom nel decimo anniversario della sua morte.

## Carriera

### Nazionale
Staniforth inizia ad essere convocata dalla Federazione calcistica dell'Inghilterra (TheFA) dal 2008, inserita nella rosa della formazione Under-17 impegnata nel secondo turno di qualificazione all'Europeo di categoria 2008, dove debutta il 25 marzo, nell'incontro vinto sulle avversarie della Repubblica Ceca.
In seguito partecipa al Mondiale di Nuova Zelanda 2008 dove la squadra, affidata a Lois Fidler, è inserita nel gruppo D assieme alle pari età di Brasile, Corea del Sud e Nigeria. Fa il suo debutto nel torneo il 29 ottobre, nell'incontro vinto 3-0 sulle brasiliane, e gioca tutte le successive cinque partite che consentono alla sua squadra, classificatasi seconda nel gruppo D, di superare la fase a gironi, accedere ai quarti di finale, dove Staniforth sigla la rete del momentaneo 1-1, incontro poi vinto dalle inglesi ai rigori dopo che si era concluso sul 2-2 ai tempi regolamentari e, di seguito, venendo battute nella semifinale del 13 novembre a Christchurch dalla Corea del Nord e superate anche nella finale per il terzo posto, giocata il 16 novembre North Harbour Stadium di Auckland, dalla Germania per 3-0. Quelli sono gli unici incontri che Staniforth disputa con le Under-17.

## Palmarès

### Club
- Campionato inglese: 1

Liverpool: 2014

### Nazionale
- SheBelieves Cup: 1

2019